# Premio de Poesía Teodoro Cuesta
El Premio de Pesía Teodoro Cuesta es un concurso de poesía en asturiano que convoca el Ayuntamiento de Mieres. Es el premio de poesía con mayor prestigio en toda Asturias tanto por la cuantía económica como por el nivel de sus participantes. Se realiza en memoria del poeta Teodoro Cuesta. Se viene realizando desde el año 1990.

## Palmarés
- 1991 Berta Piñán por Vida Privada
- 1992 Lourdes Álvarez García por Mares d'Añil y Alfonso Velázquez por Cuadernu de Camden Town
- 1993 Xuan Bello por El Llibru Vieyu
- 1994 Lourdes Álvarez García
- 1995 Antón García por Venti Poemes
- 1996 Chechu García y Martín López-Vega por Les Coraes de la Roca
- 1997 Pablo Antón Marín Estrada por Otra Edá
- 1998 Esther Prieto por La Mala Suerte
- 1999 Xuan Santori por Les Inconveniencies de la especie
- 2000 Xabiero Cayarga por Pequeña Europa
- 2001 Ánxel Álvarez Llano por Na mesma Piedra
- 2002 Marta Mori por Pórticu
- 2003 Ana Vanessa Gutiérrez por La Danza de la Yedra
- 2004 Marta Mori y Xosé Ánxelu Gutiérrez Morán por El Tiempu de la Espera y Países
- 2005 Pablo Rodríguez Alonso por La Lluz del Nordés
- 2006 Pablo Texón y Pablo Rodríguez Medina
- 2007 Miguel Allende y Héctor Pérez
- 2008 Xosé Ánxelu Gutiérrez Morán
- 2009 Ánxel Nava por Cilurnión